# معهد السياسة والديمقراطية والإنترنت
معهد السياسة والديمقراطية والإنترنت (IPDI) يدرس الدور الذي تلعبه شبكة الإنترنت في مجال السياسة وذلك بهدف تحسين مشاركة المواطنين وتعزيز القيم الديمقراطية ودعم الحكم الرشيد. كما أنه يدير ندوات ومؤتمرا حول استخدام وسائل الإعلام الجديدة في السياسة، بما في ذلك مؤتمر «السياسة عبر الإنترنت» (Politics Online) الذي يُعقد سنويًا، والذي يتم من خلاله منح جوائز جولدن دوت (Golden Dot) للتميز في الحملات الدعائية التي يتم إطلاقها عبر الإنترنت.
ويُعد معهد السياسة والديمقراطية والإنترنت جزءًا من كلية الدراسات العليا في الإدارة السياسية (Graduate School of Political Management) التابعة لـ جامعة جورج واشنطن. وقد تم تأسيسه في عام 1998 باسم «مشروع الديمقراطية عبر الإنترنت»، وتمت إعادة تسميته وترخيصه في عام 2002 كــ معهد باسمه الحالي.

## وصلات خارجية
- IDPI website
- Political Influentials Online in the 2004 Presidential Campaign One of the IPDI's best-known reports